# Дэвис, Гленн
Гленн Эшби Дэвис (англ. Glenn Ashby Davis; 12 сентября 1934, Уэлсберг, Западная Виргиния — 28 января 2009, Барбертон, Огайо) — американский легкоатлет, трёхкратный олимпийский чемпион.
Чемпион Олимпийских игр 1956 года в беге на 400 метров с барьерами и двукратный чемпион Олимпийских игр 1960 года в беге на 400 метров с барьерами и в эстафетном беге 4х400 метров. Единственный в истории барьерист на дистанции 400 метров, который установил мировой рекорд в беге на 400 метров без барьеров.

## Биография

### Детство
Гленн Дэвис родился в американском городке Уэлсберг, Западная Вирджинии Детство прошло в Мариэтте, Огайо. Он был девятым из десяти детей в семье.
В 15-летнем возрасте, после смерти обоих родителей, Гленн переезжает к родственникам в Барбертон, где начинает заниматься лёгкой атлетикой, параллельно играя в американский футбол. В 1954 году самостоятельно выигрывает для своей школы командное первенство штата по лёгкой атлетике, заняв первые места в прыжках в длину, беге на 220 ярдов, барьерном беге на 180 ярдов и четвёртое в беге на 100 ярдов.

### Легкоатлетическая карьера
По окончании школы Гленну Дэвису было предложено более 200 легкоатлетических стипендий. Для дальнейшего обучения он выбрал Университет штата Огайо, где его тренером был Ларри Снайдер , который в 30-х годах тренировал Джесси Оуэнса, четырёхкратного чемпиона летних Олимпийских игр 1936 года. В студенческие годы выиграл большое количество соревнований американской студенческой лиги.
В 1956 году Гленн Дэвис начал тренировки в беге на 400 метров с барьерами — и менее чем через три месяца после этого он установил первый свой мировой рекорд (49,5), став первым в истории лёгкой атлетики спортсменом, преодолевшим 50-секундный рубеж в этой дисциплине. В ноябре 1956 года на Олимпийских играх в Мельбурне он впервые стал олимпийским чемпионом, выиграв бег на 400 метров с барьерами (50,1).
В 1958 году Дэвис установил четыре мировых рекорда в беге на 400 метров с барьерами (49,2), 440 ярдов с барьерами (49,9), 440 ярдов (45,8 и 45,7). В этом же году атлет принял участие в серии европейских соревнований и матчевых встреч — за 14 дней он выиграл 9 из 10 стартов.
В 1960 году перед Олимпиадой в Риме Гленн Дэвис повторил мировой рекорд в беге на 200 метров с барьерами (22,5). На Олимпийских играх он второй раз в своей карьере стал олимпийским чемпионом в беге на 400 метров с барьерами (49,3). Кроме этого, в составе национальной команды США Дэвис получил второе на этой Олимпиаде и третье в карьере олимпийское «золото» — на этот раз в эстафете 4х400 метров, которая была выиграна с новым мировым рекордом (3.02,2).
Гленн Дэвис выступал во времена, когда лёгкая атлетика считалась любительской, и правила не позволяли атлетам получать большие вознаграждение за выступления на соревнованиях. В 1960 году Гленн отклонил предложение табачной компании (по контракту спортсмен должен был получить 125 000 долларов США) на рекламу сигарет, поскольку считал это плохим примером для детей.

### Дальнейшая жизнь
По окончании римской Олимпиады, Дэвис оставил лёгкую атлетику в неполные 26 лет и играл 2 года в американский футбол за «Детройт Лайонс» и «Лос-Анджелес Рэмс» . С 1963 по 1967 год работал тренером по лёгкой атлетике в Корнеллском университете.
В 1967 году Гленн Дэвис вернулся в Барбертоне, где преподавал черчение в местной школе, работал тренером по лёгкой атлетике. Кроме этого, он преподавал в собственной водительской школе и некоторое время был совладельцем местной пиццерии.
В конце 90-х годов Дэвис перенёс инфаркт.
С женой Делорес, Гленн воспитал троих детей, которые подарили им шесть внуков и одного правнука. Скончался в 2009 году.

## Статистика

### Установленые мировые рекорды
| дисциплина             | результат | соревнования                                           | город         | Дата            |
| ---------------------- | --------- | ------------------------------------------------------ | ------------- | --------------- |
| 440 ярдов              | 45,8      | Чемпионат Big Ten Conference                           | Вест-Лафайетт | 24 мая 1958     |
| 440 ярдов              | 45,7      | Чемпионат национальной студенческой лиги США           | Беркли        | 14 июня 1958    |
| 200 метров с барьерами | 22,5      | Международные соревнования                             | Берн          | 20 августа 1960 |
| 400 метров с барьерами | 49,5      | Отборочный чемпионат США к Олимпийским играм 1956 года | Лос-Анджелес  | 29 июня 1956    |
| 400 метров с барьерами | 49,2      | Легкоатлетическая матчевая встреча США-Венгрия         | Будапешт      | 6 августа 1958  |
| 440 ярдов с барьерами  | 49,9      | Чемпионат США                                          | Бейкерсфилд   | 20 июня 1958    |
| 4х400 метров           | 3.02,2    | Олимпийские игры                                       | Рим           | 8 сентября 1960 |

## Признание
- 1958 год Гленн Дэвис получил Приз Джеймса Салливана, ежегодную награду, которая вручается наиболее выдающемуся спортсмену-любителю США.
- 1974 год Атлет был введён в основанный в этом же году Зал славы лёгкой атлетики США.
- 1999 год В Барбертоне, где проживал Гленн Дэвис, на средства, собранные общиной, была сооружена его статуя, отлитая из бронзы.
- В ноября 2014 года Гленн Дэвис был введён в Зал славы ИААФ[4] .